# 亚当·斯科雷克

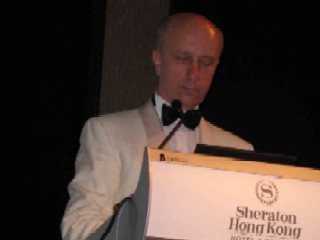

亚当·維迪瑪·斯科雷克（英語：1956年12月24日—）是一位加拿大的大学教授也是一名波兰工程师。他在波兰卢布林出生。

## 教育
他于1980年完成了比亚韦斯托克科技大学电子工程系的研究生学习，并获得了研究生和工程师学位。1983年，在华沙科技大学获得了电子工程系的博士学位。 1983年，在华沙理工大学获得了电子工程系的博士学位。

## 事业
Adam Skorek现在是魁北克大学三河校区（UQTR）的全职教授， 电气和计算机工程系的前负责人。 1995年-2001年，他被任命为UQTR电子工程研究小组的负责人。 他还是比亚韦斯托克科技大学(Białystok Technical University)管理学院的访问学者。 2008年-2011年，他被部长理事会任命为魁北克大学三河校区董事会成员。 2011年-2014年，他被任命为魁北克大学理事会理事。

## 工作
他的工作 包括在工业环境中，超级计算机在电热方面的应用和复杂问题的解决。具体来说，他曾致力于 使用并行计算进行数字分析用来分析电力，电子和纳米技术设备方面产生的电热问题。
他在对电热现象的探索，应用多种技术设计电子设备发电，和感应加热控制方面的数字分析做出了贡献。 这些贡献反应在发表的文章和参加的会议中。

## 成员和组织
他是电气电子工程师协会（IEEE）成员。在该协会中，他的身份包括IEEE MGA和委员会认证成员（2015-2016），IEEE 董事会奖（2013-2014,2008-2009），IEEE荣誉委员勋章（2008-2009），工业应用协会执行委员（2005-2008,2001-2003)，IEEE MGA奖项主席和荣誉委员（2013-2014），圣-莫里斯科部(2003–2004和1992–1994)，教育委员会分会委员（1997-2001），加拿大东部理事会和IEEE加拿大教育活动委员会。他是PARELEC IEEE国际会议的联合创办人，致力于并行电力工程计算机应用。
他是波兰电气工程师协会（SEP） 和波兰生产管理协会（PTZP）成员。
Adam Skorek 曾被任命为他部门的主席(2001-2007)，被他的同事推举为加拿大电气工程部门的主席（2004）。 他曾是CHECE 和ECEDHA的成员（2001-2007）。
他曾被推举为加拿大魁北克区波兰大会主席（2015-2017）。 他是加拿大的波兰艺术和科学学院董事成员（1994-2009）。

## 奖项和认可
波兰共和国勋章的骑士十字勋章，由波兰共和国主席颁发。（2015）
魁北克大学州长勋章。（2014）
波兰工程学院成员。（2013）
英国女王伊丽莎白二世钻禧奖章。（2012）
电气电子工程师协会（IEEE）成员。（2009）
IEEE RAB领袖奖 – “为了表彰他有力的领导和推动IEEE和工程专业的显著贡献”。(2006)
IEEE 加拿大Wallace S. Read 杰出服务奖 – “为了认可他对专业和社会的服务”。(2005)
金十字勋章，由波兰共和国总统颁发。（2004）
加拿大工程师协会成员。（2004）

## 家庭
他的妻子Marzena Skorek是一名建筑师。他们於1980年结婚，有两个孩子。